# Auszahlungsbeleg
Auszahlungsbeleg ist der betriebswirtschaftliche und buchhalterische Begriff für verschiedene Papierformen.

## Bankbetriebslehre
In der Bankbetriebslehre ist Auszahlungsbeleg die Formularbezeichnung für Bargeldauszahlungsquittungen von Kreditinstituten, meist Verfügungen zu Lasten Girokonto oder Spareinlagen in bar (Auszahlung als Umwandlung von Buchgeld in Bargeld); das Kreditinstitut nimmt eine derartige Transaktion grundsätzlich nicht ohne Auszahlungsbeleg vor, weil dieser als Nachweis der Zahlung die Quittungsunterschrift des Zahlungsempfängers aufweist. Im Gegenzug verzichten viele Kreditinstitute aufgrund von Formularbearbeitungskosten auf die früher üblichen Einzahlungsbelege (siehe Einzahlung), weil für das Institut unter Controlling-Gesichtspunkten keine eigene Nachweisnotwendigkeit besteht, nach interner Verbuchung der Fremdgeldeinzahlung auch einen entsprechenden Buchungsbeleg weiterverarbeiten zu müssen. Bankkunden werden diesbezüglich gerne auf den Nachweis durch Kontoauszug verwiesen. Auszahlungsbelege wurden im Rahmen der Aufbewahrungspflicht bis in die 90er Jahre von Kreditinstituten vor dem Vernichten mikroverfilmt; dieses Verfahren wurde abgelöst durch die Digitalisierung der Belege durch Dokumentenscanner.

## Bürowirtschaft
In der Bürowirtschaft ist Auszahlungsbeleg ein geläufiger Begriff für Buchhaltungsformulare, anhand derer betriebliche Bargeldzahlungen vornehmlich interner Natur dokumentiert werden: betriebliche Geldauszahlungen aus der Portokasse/Kasse zwecks Postwertzeichenkauf, betriebliche Geldauszahlungen an den Inhaber als Privatentnahme, (Lohn-)Auszahlungsbestätigung mit Quittungsunterschrift für Mitarbeiterentgelte/Mitarbeiterspesen/Gehälter o. ä.

## Geldautomatentechnik
In den späten 1960er Jahren, in den Pioniertagen der Geldautomatenbranche, war Auszahlungsbeleg ein technisches Hilfsmittel in Form einer Lochkarte (als Vorläufer der später üblichen Magnetstreifenkarte), anhand derer der Bankkunde am Geldautomaten (siehe Geldautomat, Kapitel 3. Geschichte) den Auszahlungsvorgang veranlassen konnte. Zur Autorisierung der Verfügungsberechtigung und Legitimierung des Zahlungsempfängers wurden anstelle damals technisch noch nicht verwirklichter Magnetstreifencodierungs-DFÜ-Abfragen seinerzeit neben physikalischem Sicherheitsschlüssel sowie Ausweis eine zusätzliche Lochkarte als betragliche Kontingentierung von Auszahlungsberechtigungen benutzt.